# Pascal Davoz
Pascal Davoz est un auteur-compositeur et scénariste de bande dessinée né le 3 juillet 1953 à Neuilly-sur-Seine.

## Biographie
Pascal Davoz a signé chez Warner en 1982 un disque funky rap : Cinéma. Puis il a enregistré chez Barclay en 1984 un single funky new wave, Qu’est-ce t’en penses ?
Il est également auteur-compositeur du single Pense qu’elle danse-Tanker (disques Carrère), chanté par l’artiste française Queen Zaza en 1986. Il monte un groupe (pop-rock, histoire du rock"le meilleur des radios"): The Group au milieu des années 2000.
En bande dessinée, il collabore en tant que scénariste avec Jean Torton,(Jéronaton) Anne Hofer, Wyllow, Eudeline, Philippe Tarral, Béni, Massimiliano Notaro, Yves Plateau et Richard Ortiz.
Il est l'auteur, aux éditions Casterman, dans la collection « Jacques Martin présente », d'une biographie en quatre tomes de Napoléon Ier. Il est l'auteur, en 2020, aux éditions Paquet  (aux dessins Callixte et Van Linthout) de l'adaptation BD des Dix petits nègres, d'Agatha Christie, sous le nouveau titre "Ils étaient dix."
En 2022 il se lance en politique en se présentant aux élections législatives dans la première circonscription de Loire Atlantique. Candidat d'Ensemble pour les Libertés, le parti fondé par  Martine Wonner, il est éliminé au premier tour avec 0,63% des voix.

## Œuvres
- La Fabuleuse Histoire (dessin de Wyllow, Clair de Lune)
  - La Fabuleuse Histoire du chocolat (2006)
  - La Fabuleuse Histoire du café (2007)
  - Fabuleuse Histoire du thé (2009)
- Les Grandes Vacances (dessin d’Anne Hofer, Clair de Lune)
  1. Juin 1959 (2007)
- Le Capitaine Nemo (dessin de Richard Ortiz, Clair de Lune)
  1. Chapitre premier (2008)
  2. Chapitre second (2010)
- Jacques Martin présente (dessin de Jean Torton, Casterman)
- 1.  Napoléon Bonaparte, 1779–1793 (2010) Casterman
- 2.  Napoléon Bonaparte, 1794–1799 (2013 Casterman
- 3.  Napoléon Bonaparte, 1799–1811 (2014) Casterman
- 4. Napoléon Bonaparte, 1811–1821 (2015) Casterman
  1. coffret intégral Napoléon Bonaparte(2015) Casterman
- Indes 1821 (dessin de Richard Ortiz, Clair de Lune, 2013)
- Les Voyages d’Alix : Alésia (parution août 2014, dessin Wyllow) Casterman
- Le capitaine Nemo, intégral Comics. Janvier 2016-Dessin Richard Ortiz.  Clair de Lune
- La gloire des Aigles. tome 1 "Sauve la vie" (dessin de Eudeline. Décembre 2014, éditions joker)
- La gloire des Aigles. tome 2 "Maison La Griotte" (dessin de Eudeline. Mars 2016.éditions joker)
- La gloire des Aigles. tome 3 "L'aube sur l'Aube" (dessin de Eudeline. septembre 2020.éditions Id plus)
- Le courrier de Casablanca. "Christina" Tome 1(Éditions Paquet, juin 2017)
- Le courrier de Casablanca. "Asmaa" Tome 2 (Éditions Paquet, juin 2018)
- La fille de l'air- Tome 1 - "Croix Comtesse" .
- La fille de l'air- Tome 2 - "No"women land" 2022 (Éditions Idée plus, dessin Yves Plateau)
- L'Ange d'Yeu - Tome 1  "Andes et démons" - (Éditions Paquet, Dessin de Béni.  juillet 2020)
- L'Ange d'Yeu - Tome 2 - 2021 - "Pierre-levée".
- Paris by night. Tome 1 (Editions Id plus, dessin De March. Décembre  2019
- Paris by night. Tome 2 (éditions Id plus. Dessin De March.) Fevrier 2020
- Ils étaient dix. Adaptation 80 pages BD du roman d'Agatha Christie "les dix petits nègres. Septembre 2020.
- La fabuleuse histoire du "chocolat. Réédition 2022 : aux éditions IDplus.
- La fabuleuse histoire du café. Réédition 2022 : aux éditions IDplus.
- La fabuleuse histoire du Thé. Réédition 2022 : aux éditions IDplus.
- Les Grandes Vacances, Réédition 2022 : aux éditions IDplus.
- Intégral "Le courrier de Casablanca." 2022
- Austerlitz. 2023 Aux éditions Plein vent.
- "La gloire des Aigles", "Le raisin des immortels". Tome 4 2022-2023 : éditions Id plus.
- "La campagne d'Égypte" de Bonaparte. 2025 :Aux éditions Plein vent.
- 2025 : Écriture tome 3 La fille de l'air "La fée des Andes".